# Afterpiece
Afterpiece es el término en inglés con el que se designaban los espectáculos complementarios que se ofrecían después de una extensa obra teatral durante el siglo XVIII en Inglaterra.
Se presentaban comedias cortas, farsas o pantomimas para aligerar las tragedias neoclásicas de cinco actos que se interpretaban en los teatros. Las reducciones en los precios de admisión después del tercer acto, posibilitó a los aficionados menos refinados y a los trabajadores, ver el final del melodrama y el afterpiece de un acto.
- Datos: Q2913703